# Cyhaniwci
Cyhaniwci (ukr. Циганівці) – wieś na Ukrainie, w obwodzie zakarpackim, w rejonie użhorodzkim, w hromadzie Baranynci.
W 2001 r. wieś liczyła 416 mieszkańców. We wsi znajduje się źródło wody mineralnej.

## Historia
Miejscowość wzmiankowana po raz pierwszy jako Ciganyoc. Wieś założona w 1586 r. na prawie wołoskim. W 1599 r. we wsi było 6 gospodarstw, w tym gospodarstwo sołtysa. W XVI i XVII wieku wieś należała do newyckiego majątku Drugethów. Do czasu traktatu w Trianon była częścią Węgier (komitat Ung w Księstwie Siedmiogrodu, monarchii Habsburgów i Austro-Węgrzech). Od 1920 r. znajdowała się w granicach Czechosłowacji. Od 1945 r. wchodziła w skład USRR w ramach ZSRR. Od 1991 r. jest częścią niepodległej Ukrainy.
W 2017 r. na ziemi ofiarowanej greckokatolickiej eparchii mukaczewskiej kamień węgielny pod nowy budynek Eparchialnego Seminarium Misyjnego „Redemptoris Mater” w Użhorodzie poświęcili miejscowi biskupi: Milan Šašik i Nił Łuszczak oraz arcybiskup warszawski kard. Kazimierz Nycz, z którego archidiecezji pochodzi rektor seminarium ks. Francesco Andolfatto.